# Мунтали, Фрэнсис
Фрэнсис Фанелло Мунтали (англ. Francis Fanello Munthali; род. 25 декабря 1972) — бывший малавийский легкоатлет, специализировавшийся в беге на средние дистанции.  Участник двух Олимпийских игр.

## Карьера
Первым крупным международным стартов в карьере Мунтали стала Олимпиаде в Барселоне, где он выступал на единственной дистанции 800 метров. В своём забеге он показал время 1:56.69 и занял последнее место, завершив выступления на Играх.
В дальнейшем специализировался на более длинных дистанциях. В 1995 году на зимнем чемпионате мира в Барселоне стартовал на полуторакилометровой дистанции, а в 1997 году на чемпионате мира в Афинах выступал на дистанции 5000 метров, но успехов не добивался.
В 2000 году малавийский бегун смог выполнить квалификационный норматив и пробиться на вторые в карьере Олимпийские игры, где был знаменосцем сборной Малави во время церемонии открытия. В Сиднее Мунтали стартовал на дистанции 1500 метров и даже несмотря на национальный рекорд, показанный в своём забеге (3:46.34) занял последнее место и завершил выступления.
На международной арене Мунтали продолжал выступать до 2004 года, но не отобравшись на Олимпиаду в Афинах завершил карьеру, перешел на тренерскую должность и вошёл в тренерский штаб легкоатлетической сборной Малави.